# Roskilde
Roskilde ( PRONÚNCIA) é uma cidade da Dinamarca, situada na ilha da Zelândia, a 30 km a oeste de Copenhaga. Está localizada no fundo do fiorde de Roskilde, que tem 46 km de comprimento, e desemboca no fiorde de Ise, em contacto com o estreito do Categate.
Esta antiga cidade histórica foi durante cerca de 500 anos a capital da Dinamarca, até que, em meados do século XVI, Copenhaga se tornou a capital.

| Etimologia de Roskilde O nome geográfico Roskilde deriva do nome de uma moeda denominada Roscel (1018-1035) e Roschilde em 1170, cujo nome deriva por sua vez do nome próprio masculino Rōir. |

Tem cerca de 51 916 habitantes (2022), e pertence à comuna de Roskilde, da qual é o centro administrativo.

## História
A povoação mais antiga, que se conhece no local, surgiu no século X, como um centro comercial no interior do fiorde de Roskilde, num sítio onde se cruzavam várias estradas da ilha da Zelândia.                                
No século XI e XII, a localidade cresceu fortemente, vindo a ser residência real e uma das principais cidades da Dinamarca. Ainda no século XI, a cidade ascendeu a sede de bispado, tendo então sido erigidas duas igrejas no local.                      
A sua posição foi todavia ultrapassada pela crescente importância de Copenhaga, que se tornou o novo centro da realeza e do clero protestante do país a partir do século XV.
Abalada pela peste, pelas guerras com a Suécia e devastada por numerosos incêndios, Roskilde só voltou a ganhar relevância de novo a partir do século XVIII a reerguer-se no século XIX.
Já nos nossos tempos, foi inaugurada a primeira estação de comboio de Roskilde em 1847. E em 1969 abriu o Museu de barcos vikings, onde estão expostos cinco navios vikings, achados em 1962 em frente do antigo porto, dos quais o mais antigo foi datado para 1030.                O aeroporto local foi inaugurado em 1973, um ano depois da Universidade de Roskilde.

## Comunicações
Roskilde é servida pela estrada nacional 21 (Copenhaga-Randers).

É um nó ferroviário, com ligação a Copenhaga e a Esbjerg.

Está servida pelo aeroporto de Roskilde, a 6 a sudeste da cidade.

Dispõe de um pequeno porto de barcos de recreio (Roskilde Havn), não sendo possível o acesso de grandes navios à cidade através do fiorde.

## Educação
- Universidade de Roskilde (Fundada em 1972; 7 800 estudantes, 2020) [4][11]
- Centro de pesquisa de Risø (Forskningscenter Risø; dedicado às energias renováveis) [12]

## Economia
É tradicionalmente uma cidade industrial e comercial.

Hoje em dia, é sobretudo um centro de serviços e comércio, com uma considerável indústria alimentar.

## Pontos turísticos
Esta antiga cidade tem várias atrações turísticas de destaque:
- Catedral de Roskilde (Roskilde Domkirke; estilo gótico, em tijolo; 1170; no seu interior, encontram-se sepultados vários monarcas dinamarqueses.) [4][13][14][15]
- Museu de Barcos Vikings (Vikingeskibsmuseet) [4][16]
- Museu de Roskilde (Roskilde museum ) [17]

## Personalidades ligadas a Roskilde
- Lasse Schöne – futebolista
- Jan Magnussen – automobilista
- Kevin Magnussen – automobilista
- Ruben Bagger – futebolista
- Jason Watt – automobilista

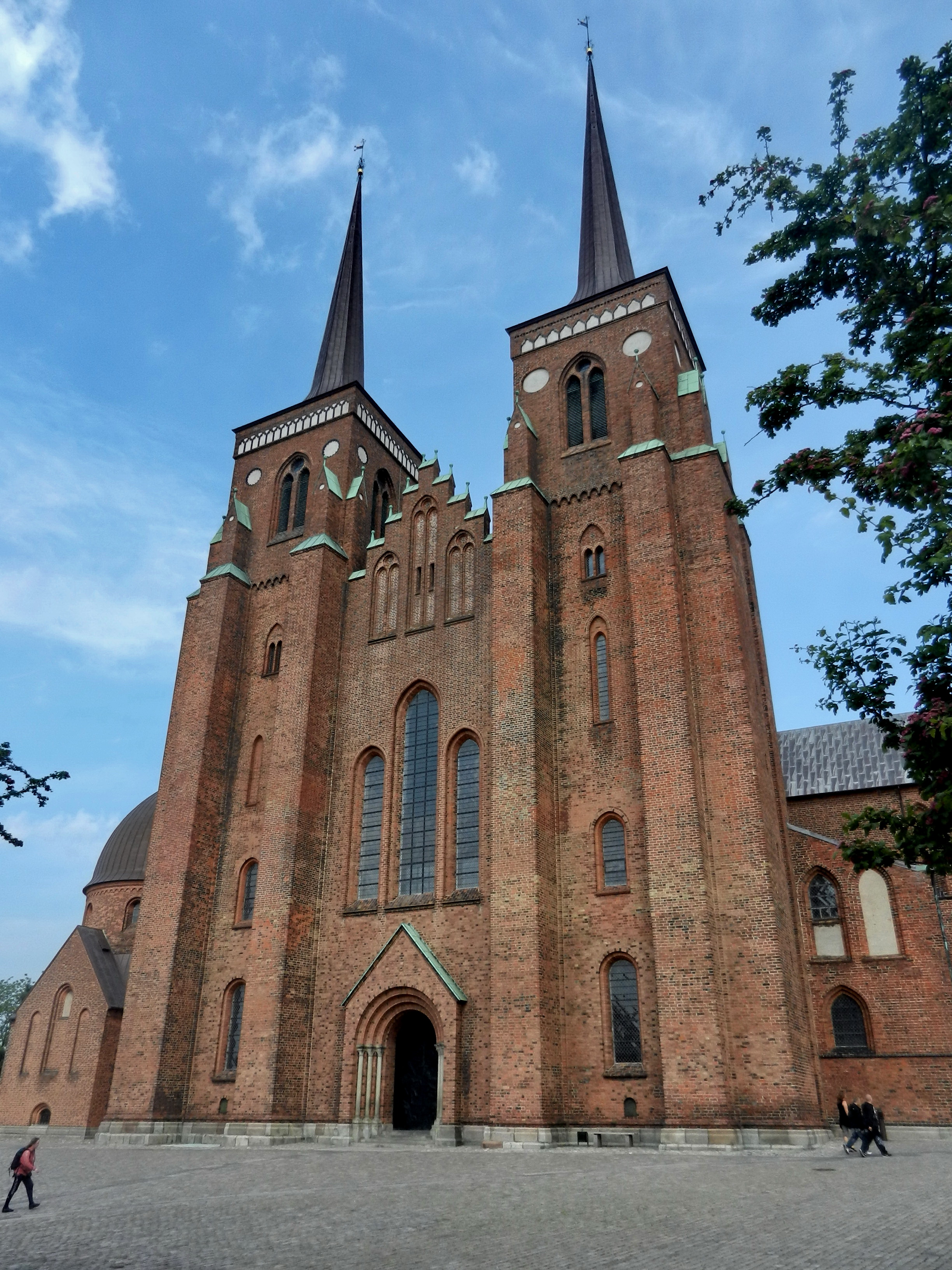
A catedral de Roskilde (Roskilde Domkirke)
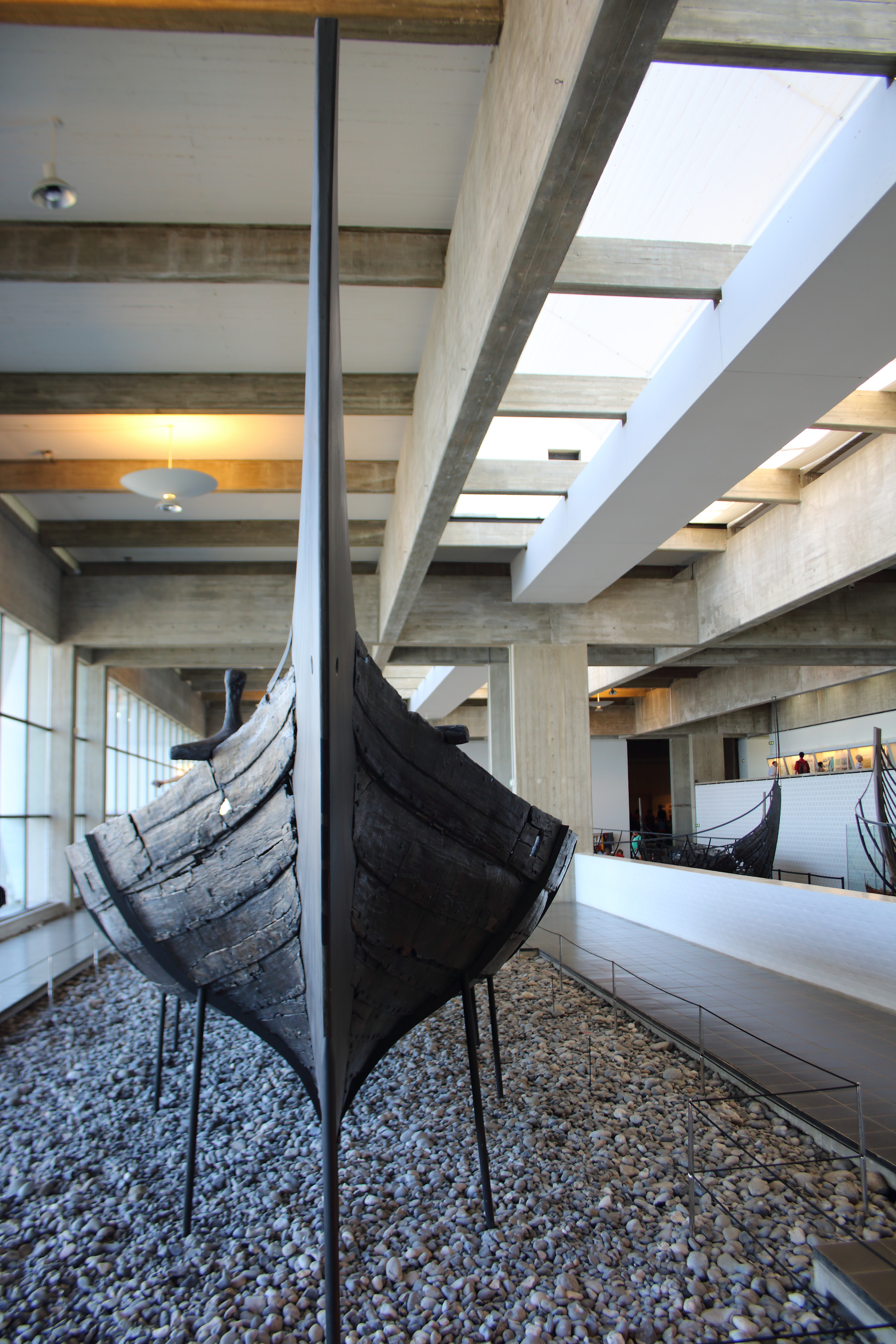
O Museu dos Barcos Vikings (Vikingeskibsmuseet)
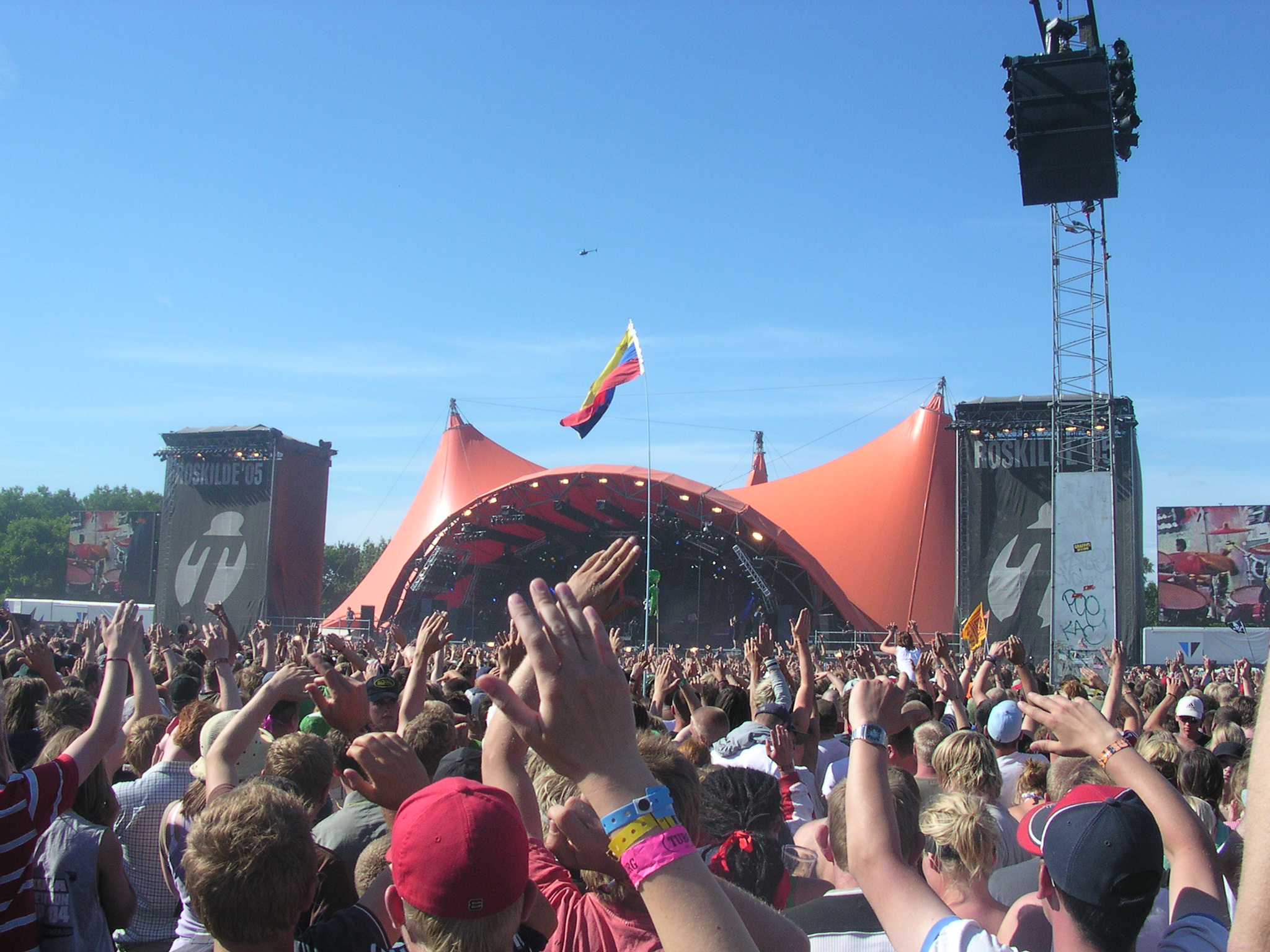
O Festival de Roskilde em 2005
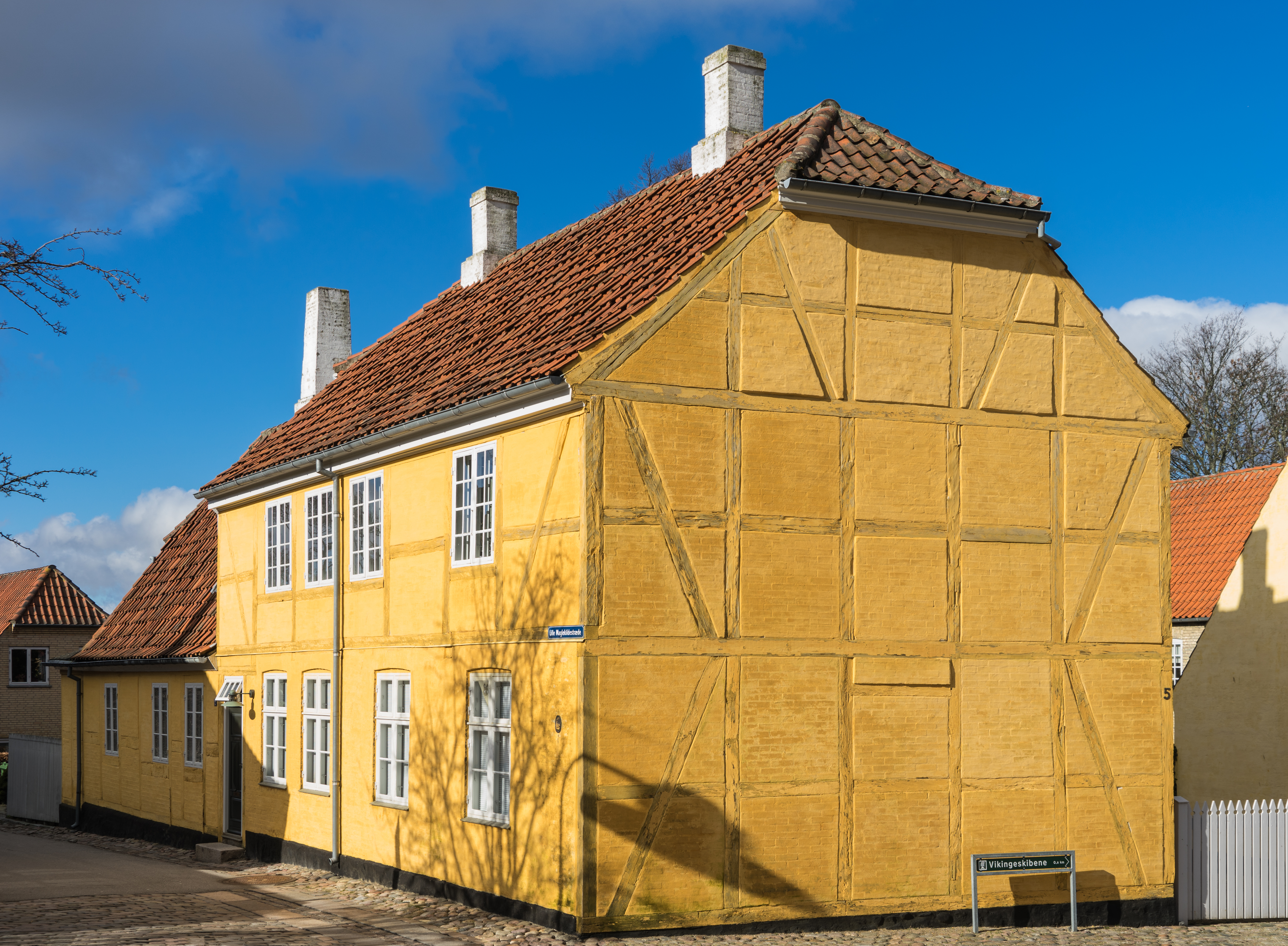
Casa tradicional